# Lógica aristotélica

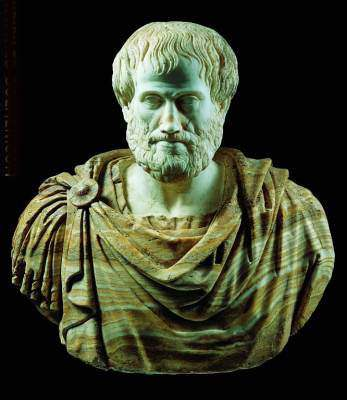
Aristóteles

A lógica aristotélica é o estudo formal da lógica desenvolvido pelo filósofo grego Aristóteles, na Antiguidade. Compreendeu o maior desenvolvimento de teoria lógica até o século XIX. Kant assegurava-se que nada de significante havia sido adicionado à lógica nos dois milênios entre seu tempo e o de Aristóteles, e que a razão disso é que tudo o que havia para saber sobre o estudo formal do raciocínio já estaria no trabalho de Aristóteles.
Entretanto, nos últimos dois séculos a reputação da lógica aristotélica teve uma grande reviravolta. O nascimento da chamada lógica moderna, através do trabalho de Gottlob Frege e Bertrand Russell, trouxeram a tona sérias e numerosas limitações da lógica aristotélica. Hoje, poucos tentariam manter que é adequado como uma base da compreensão científica, filosófica, e matemática. Ao mesmo tempo alunos treinados em técnicas formais modernas voltaram a ver Aristóteles com mais respeito, não só pela clareza de seus resultados, mas também pelo notável trabalho dele em lógica moderna.

## O Sistema aristotélico
O trabalho da lógica de Aristóteles é concentrado em seis textos que são conhecidos, de forma coletiva, como o Organon ("instrumento"). Dois desses textos, em particular, o Primeiras Analíticas e a Interpretação, contêm o mais importante pensamento de Aristóteles sobre o tratamento das sentenças e inferência formal.

### O termo
Um termo (do grego horos) é o componente básico da proposição. Para Aristóteles, o termo é simplesmente algo que representa uma parte da proposição. Não pode ser verdadeiro ou falso, tem um significado neutro sendo apenas algo na realidade, por exemplo, como "homem" ou "mortal".

### A Proposição
É a funcionalidade do julgamento de ser verdadeiro ou falso. Não é um pensamento de uma entidade abstrata. A palavra "propósito" é a parte do latim significando a primeira premissa de um silogismo. Aristóteles utiliza o termo premissa (protasis) como uma sentença afirmando ou negando uma coisa da outra, além de ser uma forma de expressão.

#### O que é uma proposição?
Para se compreender o que Aristóteles entende por proposição convém, inicialmente, identificar o que ele entende por sentenças: estas são coisas que, combinadas com outras, têm significação. Por exemplo: um nome, para Aristóteles, é algo que tem significado, no entanto, se dividido em partes, estas não possuem significados por si mesmas. Uma sentença pode ser entendida como uma combinação de nomes (palavras). Há, segundo Aristóteles, sentenças que podem ser verdadeiras ou falsas e sentenças que não podem ser caracterizadas como portadoras de verdade ou falsidade, exemplo: "tenha um bom dia", não pode ser nem verdadeira nem falsa, pois trata-se de uma expressão de um desejo pessoal não pretendendo afirmar nem negar nada. Já combinações como "Sócrates é mortal" são ou verdadeiras ou falsas e são o que Aristóteles designa com o termo proposição.

### O Silogismo
A realização mais famosa de Aristóteles como lógico é sua teoria da inferência, tradicionalmente chamada de silogismo. Essa teoria é de fato a teoria das inferências de um tipo muito específico: inferência com duas premissas, sendo cada uma delas uma sentença categórica, tendo exatamente um termo em comum, e tendo como conclusão sentença categórica, dos quais os termos são aqueles dois termos não compartilhados pelas premissas. Aristóteles chama de termo compartilhado pelas premissas o termo médio (meson) e cada uma dos outros termos das premissas de extremos (akron). O termo médio precisa ser ou sujeito ou predicado de cada premissa, isso pode ocorrer de três formas: o termo médio pode ser sujeito de uma premissa e predicado de outra, o predicado das duas premissas ou o sujeito das duas premissas. Aristóteles refere-se a esse arranjo de termos como figuras (schêmata). A lógica traz o caminho do silogismo, podendo ser positivo ou negativo.
Aristóteles chama o termo que é predicado da conclusão de termo maior e o termo que é sujeito da conclusão de termo menor. A premissa que contém o termo maior é chamada de premissa maior e a premissa que contém o termo menor é chamada de premissa menor.

## Termos Similares
Para Aristóteles, a distinção entre existencial e universal é uma metafísica fundamental, não apenas gramatical. Um termo singular para Aristóteles é de tal natureza sobre ser predicado de algo. Isso não é predicado de mais de uma coisa: "Sócrates não é predicado de mais um objeto, motivo pelo qual nós não dizemos todo Sócrates como dizemos todo homem" (metafísica). Isso pode se caracterizar com uma gramática de predicados, como na sentença "a pessoa vindo até aqui é Callias". Mas isso ainda é um sujeito lógico.
Ele contrasta isso com o "universal". Termos universais são os materiais básicos da lógica aristotélica, proposições contendo termos singulares não fazem parte disso afinal. Elas são mencionadas brevemente em De Interpretatione (Interpretação). Depois, no capítulo das Primeiras Analíticas, de onde Aristóteles metodicamente parte sua teoria de silogismo, eles são completamente ignorados.
A razão dessa omissão é clara. A característica essencial do termo lógico é que, dos quatro termos nas duas premissas, um deve ocorrer duas vezes. Assim:
Todo grego é estranho
Todo estranho é mortal
O que é sujeito numa premissa precisa ser predicado na outra e isso é necessário para eliminar da lógica qualquer termo que não possa funcionar tanto como sujeito quanto predicado. Termos singulares não funcionam desse jeito, então eles são omitidos da lógica aristotélica.
Em uma versão seguinte da silogística, termos singulares são tratados como universais. Então:
Todo homem é mortal
Sócrates é homem
Logo, Sócrates é mortal
Isso é claramente complicado, e é uma fraqueza explorada por Frege em seu devastador ataque ao sistema.